# Vladimir Pimonov
Vladimir Pimonov (født 31. marts 1955) er en russisk-født dansk journalist. Han er mest kendt for sin undersøgende journalistik og dækning af Sovjetunionen/Rusland, som bevirkede, at han (sammen med Jakob Andersen) blev nomineret til Cavlingprisen i 1992 og var blandt de indstillede til FUJ-Prisen (Foreningen for Undersøgende Journalistik) i 2011.  I sin bog om Ekstra Bladets 100-årige historie karakteriserede historiker og kronikredaktør Gregers Dirckinck-Holmfeld ham som "en medarbejder, der var af uvurderlig betydning for den udenrigspolitiske dækning under 90ernes mange omvæltninger i Rusland". Derudover er Pimonov litteraturforsker,(Ph.D i filologi), professor emeritus ved Институт кино и телевидения (ГИТР) (GITR Film- og tv-instituttet) i Moskva og medlem af Ruslands Forfatterforening.

## Baggrund og uddannelse
Pimonov blev født i Moskva, Sovjetunionen i 1955 og kom til Danmark i 1988. Han vakte stor opmærksomhed i 1980erne fordi han "var kommet i klemme i det sovjetiske system" og "både Poul Schlüter og Uffe Ellemann-Jensen tog hans sag op".  Efter afsluttet skolegang i Moskva i 1972 fik Pimonov sin første akademiske uddannelse i lingvistik og klassisk filologi ved Moskvas Statslige Pædagogiske Institut for Fremmedsprog - nuværende Moskvas Lingvistiske Statsuniversitet (1973-1978). Han graduerede summa cum laude i 1978.
Ph.d. afhandlingen "The Poetics of Theatricality in Shakespeare's Drama" blev udgivet som bog.
Øvrige uddannelser: patentret, patent/licensaftaler ved Statskomite for opfindelser og opdagelser under Sovjetunionens ministerråd (1975), Studieskolen (en) i København (1990), Birkbeck, University of London Master’s Degree Course i makroøkonomi (1991).

## Journalistisk arbejde
Fhv. reporter på Ekstra Bladet med speciale i Sovjetunionen, senere Rusland, SNG-landene og Østeuropa (1989-1990, 1991-2003). Rejsende Rusland-korrespondent for Ekstra Bladet og ekstrabladet.dk (2004-2011).
I sit virke som journalist på Ekstra Bladet har Pimonov lavet interview med bl.a. Boris Jeltsin, Mikhail Gorbatjov,  den russiske præsidentkandidat Vladímir Zjirinovskij, Lech Wałęsa, Václav Havel , Bosniens præsident Alija Izetbegović og stillede kritiske spørgsmål til den amerikanske præsident Bill Clinton om USAs militære indsats i eks-Jugoslavien.
Pimonov har tidligere arbejdet som journalist og udlandsredaktør på det sovjetiske skak-magasin 64-Chess Review (64 (magazine) ved aviskoncernen Sovjetskij Sport (1982-1987), freelance skak-korrespondent for det italienske dagblad L'Unità (1983-1985), producer og reporter på BBC World Service i London (1990-1991), freelance-korrespondent og senere kontraktansat som nyhedsredaktør og speaker på den amerikanske radiostation Radio Free Europe/Radio Liberty i München (1988), freelance Moskva-korrespondent for den parisiske avis La Pensée russe og radiostationen Deutsche Welle (1983-1987) og har bidraget til en række danske og russiske aviser. Pressemedarbejder ved Dansk Europamission (1988).

## Opsigtsvækkende sager
I 1991-1992 skrev han (sammen med Jakob Andersen) en artikelserie om KGBs operationer i Danmark under Den Kolde Krig. I den sammenhæng karakteriserede den tidligere KGB-oberst og dobbeltagent for Politiets Efterretningstjeneste og MI6 Oleg Gordijevskij, der havde gjort tjeneste i Danmark, ham således: "Vladimir Pimonov var en ret kendt dissident, der kæmpede for at skabe en fri presse i sit eget totalitære samfund inden han kom til Danmark. Han er en person, der forstår det russiske samfund, KGB og det kommunistiske systems natur".
I 1992-1993 afslørede Pimonov Kremls skjulte finansiering af DKP ledet af Ole Sohn og offentliggjorde en række dokumenter fra de sovjetiske arkiver om Sovjetunionens hemmelige støtte med våben og ammunition til PFLPs (Folkefronten til Palæstinas Befrielse - næststørste organisation i PLO under Yasser Arafats ledelse) terror-aktioner i Europa og andre dele af verden. Under en pressekonference i Eigtveds Pakhus i København i november 1993 konfronterede Pimonov PLO-lederen Yasser Arafat, der havde taget offentligt afstand fra terrorhandlinger, med et spørgsmål om hvorvidt han kunne bekræfte at en af hans nære medarbejdere var involveret i en terroraktion i 1992. Først nægtede Arafat at svare på spørgsmålet, men senere bekræftede, at det var "en del af spillet mellem efterretningstjenesterne".
I 1997 afslørede Pimonov et hemmeligt møde på en båd ud for den norske kyst mellem den danske forretningsmand Jan Bonde Nielsen og Anatolij Tjubajs, Ruslands daværende finansminister og 1. viceministerpræsident.
I kølvandet på terrorangrebet på USA 11. september 2001 afslørede Pimonov, at Osama bin Ladens næstkommanderende Ayman al-Zawahiri opererede i Danmark via postboks-adresse i København og udgav det militante islamiske tidsskift Al-Mudjahidoun i Danmark.
I en artikelserie i Ekstra Bladet i 2006 og 2007 (sammen med kollegerne Bo Elkjær og John Mynderup) afslørede han tætte forbindelser mellem en række islandske selskaber og banker, herunder Kaupthing Bank, og russiske oligarker via et netværk af skuffeselskaber i bl.a. Luxembourg og De Britiske Jomfruøer. Som følge af afsløringerne (bl.a. af lyssky finansoperationer) lagde Kaupthing Bank sag an mod Ekstra Bladet i London efter at være blevet afvist af pressenævnet i Danmark. Sagen blev afsluttet ved forlig. Efterfølgende gik Kaupthing Bank konkurs og bankens bestyrelsesformand Sigurður Einarsson blev anholdt efter at der blev udstedt international anholdelsesbegæring via Interpol. I december 2013 blev fire fhv. direktører fra den nu krakkede islandske Kaupthing Bank, herunder Sigurður Einarsson, idømt fængselsstraffe ved en domstol i Reykjavik for deres involvering i kursmanipulation.Senere blev 26 bankfolk idømt i alt 74 års fængselsstraf.
Pimonov med kolleger har i Ekstra Bladet i 2008 afsløret og beskrevet personer og selskabskonstruktioner der var impliceret i undersøgelser af hvidvask af penge via danske banker, hvilket Berlingske Tidende i 2017 henviste til i sine egne reportager. 

## Aktivisme
Deltog i Moskva i kampagnen for befrielse af de politiske fanger, mod politisk misbrug af psykiatri og i forsvaret for de troende.  I februar 1987 blev Pimonov sat under husarrest i Moskva efter at han havde sendt et åbent protestbrev til Sovjetunionens leder Mikhail Gorbatjov i forbindelse med en brutal opløsning af fredelige demonstrationer til støtte for politiske fanger.

## Skak
Han er mester i skak, fhv. skak-analytiker,  deltog i USSR Junior-mesterskaber (Bălți 1969, Vilnius 1970) og nåede kvartfinalen i Sovjetunionens mesterskab ved turnering i Tbilisi, Georgien i 1971.